# Kirchheim am Ries
Kirchheim am Ries – miejscowość i gmina w Niemczech, w kraju związkowym Badenia-Wirtembergia, w rejencji Stuttgart, w regionie Ostwürttemberg, w powiecie Ostalb, wchodzi w skład wspólnoty administracyjnej Bopfingen. Leży w Jurze Szwabskiej, ok. 25 km na północny wschód od Aalen, przy granicy z Bawarią.